# Chronica Gallica
Die Chronica Gallica a. 452 (Gallische Chronik [aus dem Jahr 452]) ist eine in Annalenform gestaltete spätantike Chronik, die die Chronik des Hieronymus fortsetzte. Sie wurde zusammen mit einer anderen anonymen gallischen Chronik von Theodor Mommsen unter dem Namen Chronica Gallica im Rahmen der Monumenta Germaniae Historica (MGH) ediert.
Die auf Latein verfasste Chronik beginnt im Jahr 379 mit der Ernennung von Theodosius I. zum Mitkaiser und endet mit dem Einfall der Hunnen Attilas in Italien im Jahr 452. Die Darstellung konzentriert sich vor allem auf Gallien, teils Italien sowie die Kaiser und die Päpste (der Autor ist offenbar Christ und auch an kirchlichen Fragen interessiert); Ereignisse im Ostteil des Reiches finden kaum Erwähnung, auch Berichte über Ereignisse im Westreich sind nicht fehlerfrei. Zumeist wird angenommen, dass der Text 452 oder unmittelbar danach entstand. Es handelt sich damit um das älteste erhaltene Geschichtswerk aus Gallien. Der Abfassungsort ist umstritten, meist wird ein Ort im Rhonetal oder vielleicht sogar Marseille vermutet. Die relativ große Zahl von rund 40 überlieferten Handschriften deutet auf die recht große Beliebtheit des Werks hin.
Als Quellen dienten wohl unter anderem Rufinus von Aquileia und Konsularannalen, die Chronik bietet daneben Informationen aus gallischen Quellen und ist diesbezüglich nicht unwichtig. Bedeutsam ist des Weiteren die knappe Angabe der Chronik, Britannien sei 441 an die Angelsachsen gefallen, die wegen der zeitliche Nähe zu den Ereignissen meist für zutreffend gehalten wird und damit zu den äußerst seltenen zeitgenössischen Quellen zum Ende des römischen Britannien zählt. Insgesamt ist die Schilderung durchzogen von einer negativen Einschätzung des Zeitgeschehens, vor allem bedingt durch die Einfälle der „Barbaren“ in das Römische Reich.
Die im gleichen MGH-Band edierte Chronica Gallica a. 511 beginnt ebenfalls mit Theodosius, behandelt aber die Zeit bis 511. Der Autor war katholischer Christ, stammt wohl ebenfalls aus Südgallien und stützte sich auf verschiedene andere Chroniken (darunter die Gallische Chronik von 452), die er kompilierte. Der Eigenwert der Chronik ist dementsprechend relativ gering; von ihr existiert heute auch nur eine erhaltene Handschrift.

## Ausgaben
- Theodor Mommsen (Hrsg.): Auctores antiquissimi 9: Chronica minora saec. IV. V. VI. VII. (I). Berlin 1892, S. 615–666 (Monumenta Germaniae Historica, Digitalisat) (Textausgabe: S. 646ff., jeweils die zweite Seite [648, 650 etc.])
- Richard W. Burgess: The Gallic Chronicle of 452. A New Critical Edition with a Brief Introduction. In: Ralph W. Mathisen, Danuta Shanzer (Hrsg.): Society and Culture in Late Antique Gaul. Revisiting the Sources. Aldershot 2001, S. 52ff.
- Jan-Markus Kötter, Carlo Scardino (Hrsg.): Gallische Chroniken (= Kleine und fragmentarische Historiker der Spätantike G 7–8). Schöningh, Paderborn 2017, ISBN 978-3-506-78489-6 (Besprechung bei H-Soz-Kult).